# Crockett Johnson
Crockett Johnson fue el seudónimo del dibujante e ilustrador de cuentos infantiles David Johnson Leisk (20 de octubre de 1906-11 de julio de 1975), famoso por la tira cómica Barnaby (1942-1952) y la serie Harold que comenzó con Harold y el Lápiz Color Morado.
Desde 1965 hasta su muerte, Johnson creó más de cien pinturas relacionadas con las matemáticas y la física matemática. Ochenta de ellas se hallan en la colección del Museo Nacional de Historia Americana.

## Biografía
Nacido en Nueva York, Johnson creció en Elmhurst, Queens. Estudió arte en Cooper Union en 1924, y en la Universidad de Nueva York en 1925. Explicó la elección de su seudónimo de la siguiente manera: "Crockett es mi sobrenombre de cuando era niño. Mi nombre real es David Johnson Leisk. Leisk era demasiado difícil de pronunciar, por lo tanto, ahora yo soy Crockett Johnson!"
A finales de la década de 1920, Johnson trabajó como editor artístico en varias publicaciones de McGraw-Hill. Con la Gran Depresión, Johnson se politizó y se orientó a la izquierda, uniéndose a los escritores de libros y revistas sindicales. En 1934 comenzó su carrera como dibujante de dibujos animados contribuyendo a la publicación New Masses del Partido Comunista de Estados Unidos, y posteriormente uniéndose al personal de la publicación como editor artístico rediseñando la revista. Permaneció en la revista hasta 1940 y se embarcó en su carrera como dibujante de tiras cómicas en una de las series de la revista Collier´s llamada "The Little Man with the Eyes".  En 1942 desarrolló la tira cómica "Bernaby", que lo lanzaría a a la fama a través del periódico izquierdista PM. El libro infantil Harold y el Lápiz Color Morado fue publicado en 1955.